# Sitariá (ort i Grekland, Mellersta Makedonien)
Sitariá är en ort i Grekland.   Den ligger i prefekturen Nomós Kilkís och regionen Mellersta Makedonien, i den norra delen av landet, 300 km norr om huvudstaden Aten. Sitariá ligger 32 meter över havet och antalet invånare är 167.
Terrängen runt Sitariá är lite kuperad. Runt Sitariá är det ganska tätbefolkat, med 60 invånare per kvadratkilometer. Närmaste större samhälle är Kilkis, 18,7 km öster om Sitariá. Trakten runt Sitariá består till största delen av jordbruksmark.